# کونراد هوبر
کونراد هوبر (فنلاندی: Konrad Huber; ۴ نوامبر ۱۸۹۲ – ۴ دسامبر ۱۹۶۰) تیرانداز اهل فنلاند بود.
وی در مسابقات کشوری و بین‌المللی در مجموع برندهٔ ۱ مدال نقره، ۱ مدال برنز شده‌است.